# Bla Bla Bla
«Bla Bla Bla» es una canción escrita y producida por el disc-jockey italiano Gigi D'Agostino. Fue lanzado el 17 de mayo de 1999 como tercer sencillo del álbum L'amour toujours. Alcanzó el número 3 en Austria y el número 15 en Francia.
Esta canción contiene una muestra de la canción «Why did you do it» de la banda británica Stretch. El comienzo del segundo completo: «I've been thinking about what...» se utiliza para crear el bucle vocal de la canción.

## Video musical
La canción incluye un video musical popular, que fue dirigido por Andreas Hykade y Ged Haney en Studio Film Bilder GmbH, al estilo de la serie animada italiana La línea. El video muestra a un niño con la cabeza flotante y sin brazos caminando hacia lo que parece ser un tiburón que se multiplica y puede cambiar de dirección. Este estilo también fue utilizado en el cover de D'Agostino de la canción «The Riddle» de Nik Kershaw.

## Posicionamiento en listas
| Lista (1999-2002)                           | Mejor posición |
| ------------------------------------------- | -------------- |
| Austria (Ö3 Austria Top 40)                 | 3              |
| Bélgica (Flandes) (Ultratip Bubbling Under) | 6              |
| Francia (SNEP)                              | 15             |
| Alemania (Offizielle Deutsche Charts)       | 4              |
| Irlanda (IRMA)                              | 23             |
| Países Bajos (Mega Single Top 100)          | 43             |
| Escocia (Scottish Singles Sales Chart)      | 82             |
| Suiza (Schweizer Hitparade)                 | 16             |
| Reino Unido (UK Singles Chart)              | 87             |

| Lista (1999)                      | Posición |
| --------------------------------- | -------- |
| Francia (SNEP)                    | 97       |
| Lista (2000)                      | Posición |
| Austria (Ö3 Austria Top 40)       | 24       |
| Unión Europea (Eurochart Hot 100) | 89       |
| Alemania (Official German Charts) | 18       |

## Certificaciones
| País     | Certificación | Ventas  |
| -------- | ------------- | ------- |
| Austria  | Platino       | 50 000  |
| Francia  | Plata         | 125 000 |
| Alemania | Oro           | 250 000 |
| Italia   | Platino       | 70 000  |